# تکرارپذیری
تکرارپذیری (به انگلیسی: Repeatability) یا قابلیت آزمون-آزمون مجدد (test–retest reliability); وقتی است که اگر در شرایط مشابه اندازه‌گیری انجام شود، نتایج سنجش پی در پی همان یا مشابه آن اندازه‌گیری باشد. به عبارت دیگر، اندازه‌گیری‌ها توسط یک شخص یا ابزار روی همان مقوله، در شرایط یکسان و در مدت زمان کوتاه انجام می‌شود. یک پایایی آزمون-بازآزمایی نه چندان عالی سبب تغییرآزمون مجدد می‌شود. چنین تغییرپذیری می‌تواند به‌عنوان مثال تغییرپذیری درون فردی و تغییرپذیری بین مشاهده‌گر ایجاد شود. زمانی که این تغییرات کوچکتر از یک معیار پذیرش از پیش تعیین شده باشد، ممکن است اندازه‌گیری «تکرارپذیر» گفته شود.
تغییرپذیری آزمون-آزمون مجدد عملاً برای مثال در پایش (پزشکی) شرایط استفاده می‌شود. در این شرایط، اغلب یک «تفاوت بحرانی» از پیش تعیین شده وجود دارد، و برای تفاوت در مقادیر نظارت شده که کوچکتر از این تفاوت بحرانی هستند، امکان تغییرپذیری به عنوان تنها علت تفاوت ممکن است علاوه بر مثلاً تغییر در بیماری‌ها یا درمان‌ها در نظر گرفته شود.

## شرایط
برای ایجاد تکرارپذیری باید شرایط زیر رعایت شود:
- همان ابزارهای آزمایشی
- همان ناظر
- همان ابزار اندازه‌گیری که در شرایط یکسان استفاده می‌شود
- همان مکان
- تکرار در مدت زمان کوتاه
- هدف‌های مشابه

روش‌های تکرارپذیری توسط بلاند و آلتمن (۱۹۸۶) توسعه یافتند.
اگر همبستگی بین تجویزهای جداگانه آزمون بالا باشد (به عنوان مثال ۰/۷ یا بالاتر مانند جدول همسانی درونی آلفای کرونباخ پس پایایی آزمون-آزمون مجدد مناسبی دارد.
ضریب تکرارپذیری نوعی اندازه‌گیری دقیق و بیانگر مقداری هست که در زیر اختلاف مطلق بین دو نتیجه آزمایش مکرر، با احتمال ۹۵٪ انتظار می‌رود وجود داشته باشد.
انحراف استاندارد تحت شرایط تکرارپذیری بخشی از درستی و صحت و دقت است.

## همچنین ببینید
- بازتولیدپذیری
- پایایی (آمار)
- پایش (پزشکی)
- پایش رسانه‌ها
- صحت و دقت